# PC Music
PC Music — звукозаписывающий лейбл, а также художественный коллектив, основанный в Лондоне, руководящим лицом которого выступает продюсер Александр Гай Кук (A. G. Cook). Сразу же после образования в 2013 году, на SoundCloud был загружен первый трек. Лейбл известен своим сюрреалистическим или гиперболизированным восприятием поп-музыки, высокой тональностью песен, часто встречающимся женским вокалом и яркими синтетическими текстурами. Одними из наиболее известных представителей данного коллектива являются Hannah Diamond, Life Sim и Danny L Harle. В 2023 году лейбл закончил свое существование.
Лейбл вызвал интерес в различных новостных изданиях и получил долю положительных отзывов. Некоторые журналисты высказали своё мнение, охарактеризовав звучание коллектива как нечто новое и очень обсуждаемое в наше время, в свою очередь выделив внимание лейбла к эстетике консьюмеризма. По словам многих исполнителей коллектива, интернет-культура является одним из основных источников их вдохновения.
25 июня 2023 года PC Music заявили, что 2023 год станет последним годом выпуска новых релизов лейбла, при этом основное внимание лейбла будет сосредоточено на архивных проектах и последующих переизданиях. Одновременно с этим объявлением был выпущен плейлист с работами многих исполнителей PC Music под названием "10".

## Начало
Лейбл функционирует как коллектив, в котором происходит взаимодействие исполнителей. Многие из них предпочитают использовать псевдонимы, скрывая свою личность, что искажает представление о действительном количестве участников. Изначально PC Music строго контролировал свой имидж и всячески ограничивал взаимодействие исполнителей с журналистами. После того, как лейбл начал создавать около себя небольшую огласку, A. G. Cook окончательно приостановил все контакты прессы с участниками коллектива. Журнал Vice прокомментировал данную ситуацию, назвав артистов лейбла «неживыми существами, <…> тщательно спланированными и продуманными произведениями искусства, <…> живыми инсталляциями, которые выпускают музыку». A. G. Cook же высказал собственное мнение на этот счёт: «Я работаю с артистами, которые обычно не создают музыку, но я отношусь к ним так, как будто они подписаны на крупный лейбл». Вместо того, чтобы устраивать масштабные рекламные компании, PC Music продолжает анонсировать новых исполнителей коллектива. Каждый из них становится персоной, которая будет готова 'путешествовать' через интернет-сленг и мультипликационные образы.

## Артисты
- A. G. Cook
- Chris Lee
- Danny L Harle
- Danny Sunshine (Danny L Harle)
- DJ Warlord (A. G. Cook)
- Dux Content (совместный проект A. G. Cook и Danny L Harle)
- EasyFun
- Felicita
- GFOTY
- Guys Next Door (совместный проект A. G. Cook и Oneohtrix Point Never)
- Hannah Diamond
- Kane West (Гас Лоббан, участник группы Kero Kero Bonito)
- Life Sim
- Lil Data
- Lipgloss Twins (совместный проект A. G. Cook и Felicita)
- MC Boing (совместный проект Danny L Harle и Lil Data)
- Princess Bambi
- Spinee
- Tielsie
- Thy Slaughter (совместный проект A. G. Cook и EasyFun)
- umru
- U.R.S.U.L.A.

- Pawel Siwczak
- QT
- Oneohtrix Point Never

- Clark
- et aliae
- Faber Kastell

- Morrie
- Noonie Bao
- Patricia Edwards
- Caroline Polachek
- Carly Rae Jepsen
- Raffy Cosyns
- Eyelar Mirzazadeh
- Phoebe Ryan
- Hazel Yule
- Emily Verlander
- Ellen Roberts
- Chloe Sachikonye
- Cecile Believe
- Clairo